# William H. Inmon
William (Bill) H. Inmon (San Diego, 20 luglio 1945) è un informatico statunitense, considerato il padre del Data warehouse (magazzino) ed è il creatore della Corporate Information Factory.
Ha 35 anni di esperienza nel campo dei database sia nel campo del Technology Management, sia nel campo del Data warehouse design. 
Inmon è conosciuto per i suoi seminari sullo sviluppo dei data warehouse, come speaker di molte industrie di sviluppo di software e di calcolo e partecipa a conferenze ed esposizioni commerciali.
| Controllo di autorità | VIAF (EN) 108442145 · ISNI (EN) 0000 0001 1697 6444 · LCCN (EN) n80055951 · GND (DE) 113317662 · BNF (FR) cb12309710c (data) · J9U (EN, HE) 987007442887405171 · NDL (EN, JA) 00468779 · CONOR.SI (SL) 42744675 |